# Syllis variegata
Syllis variegata är en ringmaskart som beskrevs av Grube 1860. Syllis variegata ingår i släktet Syllis och familjen Syllidae. Arten har ej påträffats i Sverige. Inga underarter finns listade i Catalogue of Life.